# 桓公 (陳)
桓公（かんこう、紀元前754年 - 紀元前707年）は、春秋時代の陳の君主（在位前744年 - 前707年）。姓は嬀、名は鮑。文公の子として生まれた。文公の後をうけて陳国の君主となった。太子免・利公・荘公・宣公の父。陳公他の兄。 